# Костроба Іван Іванович
Іван Іванович Костроба — український телеведучий, актор, режисер. Працював ведучим новин на Першому національному телеканалі.

## Життєпис
Народився 30 серпня 1979 року у м. Сімферополь АР Крим в родині театральних акторів.
Батько Костроба Іван — актор та режисер, викладач майстерності актора в Київському університеті театру, кіно та телебачення ім. І. К. Карпенка-Карого.
Мати Костроба Катерина — заслужена артистка, викладач сценічної мови в Київській муніципальній академії естрадного та циркового мистецтва.
Іван Костроба народився в Сімферополі, закінчив Школу-гімназію № 1 ім. Ушинського.
Після школи вступив на історичний факультет Таврійського національного університету імені В. І. Вернадського. Після закінчення університету у 2001 році здобув фах «історик-археолог».
Під час навчання на третьому курсі історичного факультету вступив на режисерський факультет Київського національного університету театру, кіно та телебачення ім. Карпенка-Карого. Університет театру закінчив у 2003 році за фахом режисер драматичного театру.
Під час навчання в Театральному університеті почав зніматися в кіно та працювати телеведучим.

### Кар'єра
2002—2005 — ведучий програми «Погода» на «Національна телекомпанія України».
2005—2006 — ведучий програми «События» на каналі «ТРК Україна».
2006—2007 — ведучий «Новин» на каналі «Перший діловий».
2007—2009 — ведучий програми «Один день» (новини) на каналі «К1»
2009—2010 — ведучий «Новин» на каналі «ТРК Київ».
2010—2013 — ведучий програми «День за днем» (новини), а також «Тема дня» на каналі «Кіровоград».
З 2011 — ведучий новин на «Національна телекомпанія України».
З листопада 2013 року, з початком подій на Євромайдані був відсторонений в.о. керівника Першого національного, Олександром Пантелеймоновим від ведення прямих ефірів через критику редакційної політики та нелояльність до влади. Повернувся до ефіру у квітні 2014 року зі зміною керівництва Першого національного.
З 2014 ведучий новин на каналі «112 Україна»

### Робота в кіно
Знімався в кіно та телевізійних фільмах: «Мухтар», «Возвращение Мухтара», «Бывшая», «Ефросинья», «Поезд милосердия» тощо.

### Особисте життя
Дружина — Кур Тетяна Валеріївна, журналіст. Має доньку та сина. Мешкає у Києві.

## Цікаві факти
- продовжує сімейну традицію називати всіх новонароджених хлопчиків Іванами, таким чином сам Іван є дев'ятим Іваном в роду, а його син — десятим;
- є членом Кримського земляцтва у Києві;
- з дружиною Тетяною познайомився під час навчання в Київському театральному університеті ім. Карпенка Карого, так само як до цього познайомилися його батьки;
- займається сноубордингом, цікавиться пішим туризмом та археологією, стрибає з парашутом;